# Ha! Ha!

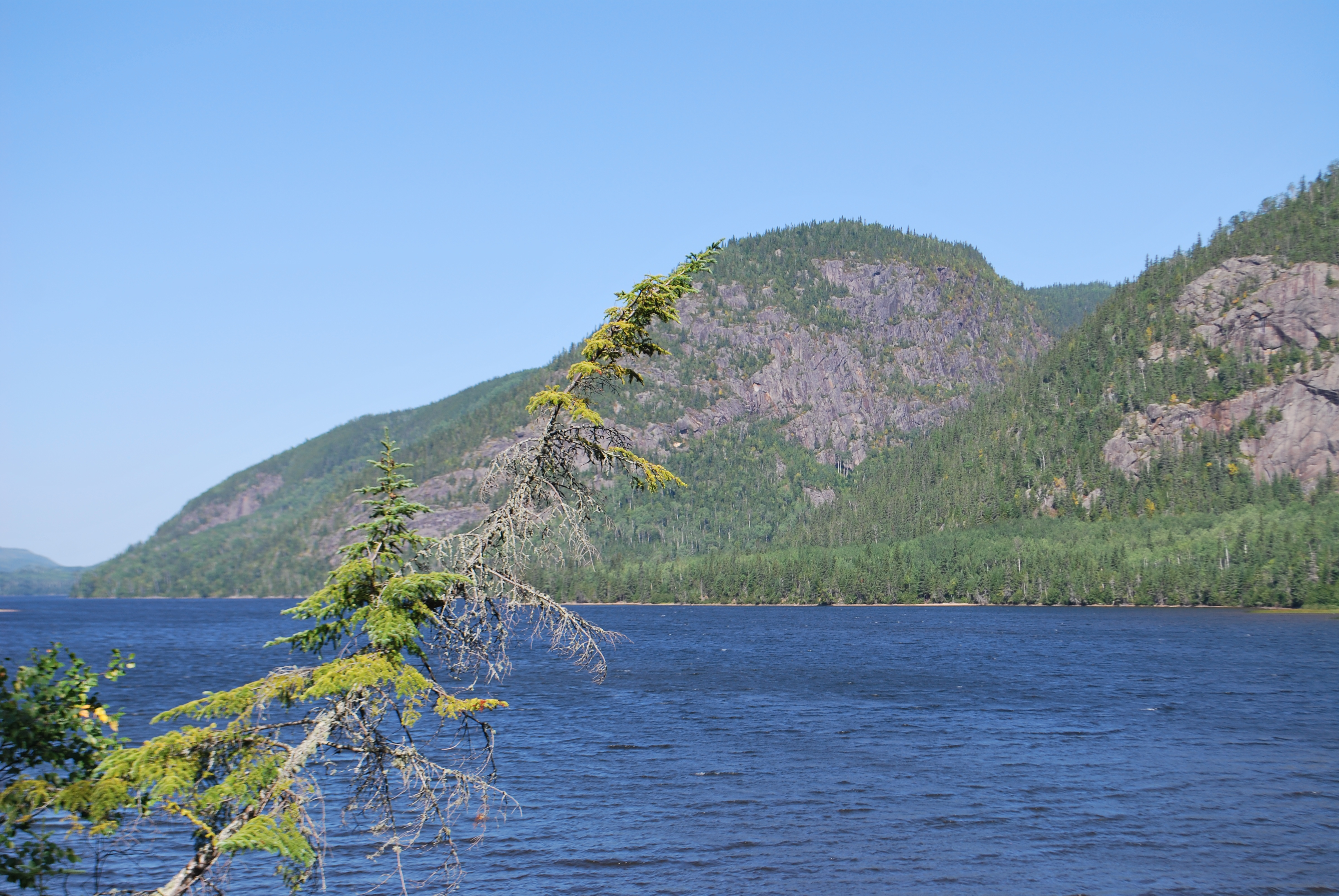
Het meer Ha! Ha! met deel van de omgeving

Ha! Ha! is een meer en een rivier in de regio Saguenay–Lac-Saint-Jean in de Canadese provincie Quebec. De rivier Ha! Ha! ontspringt in het meer Ha! Ha! en mondt uit in de Saguenay.

## Hydronymie
Het opvallende hydroniem van zowel het meer als de rivier wordt in verband gebracht met een archaïsch Frans woord voor een onverwacht obstakel op de weg, dat weer verwant is aan de erfafscheiding ha-ha.

## Saint-Louis-du-Ha!-Ha!
Aan de overzijde van de rivier de Saint Lawrence ligt het dorpje Saint-Louis-du-Ha!-Ha!. Dit kreeg in 2017 een vermelding in het Guinness Book of Records, omdat het de enige plaats ter wereld is met twee uitroeptekens in de naam. Het nabijgelegen, langgerekte meer Témiscouata zou ook een obstakel zijn geweest in de zin van de ha-ha.